# Павел Новотний
Павел Новотний (чеськ. Pavel Novotný, нар. 14 вересня 1973, Кромержиж) — чеський футболіст, що грав на позиції півзахисника.
Виступав, зокрема, за клуб «Славія», а також національну збірну Чехії.
Чотириразовий чемпіон Чехії. Володар Кубка Чехії. 

## Клубна кар'єра
Народився 14 вересня 1973 року в місті Кромержиж. Футбольну кар'єру розпочав у клубі «Спартак» (Гулин), а у 15-річному віці перейшов до клубу «Готвальдов».
У 1991 році за команду «Славія» дебютував у Першій лізі Чехословаччини, в якій провів один рік, взявши участь лише у 3-ох матчах чемпіонату. Протягом 1992—1993 років захищав кольори команди клубу «Уніон» (Хеб).
Своєю грою за останню команду знову привернув увагу представників тренерського штабу клубу «Славія», до складу якого повернувся 1993 року. Цього разу відіграв за празьку команду наступні чотири сезони своєї ігрової кар'єри. Більшість часу, проведеного у складі «Славії», був основним гравцем команди. За цей час виборов титул чемпіона Чехії, ставав володарем Кубка Чехії. Зіграв 107 матчів та відзначився 17-ма голами.
У 1997 році 195-сантиметровий нападник, на прізвисько «Лелека» (отримав прізвисько завдяки своєму височезному зросту) перейшов до німецького клубу «Вольфсбург», у складі якого відіграв 15 матчів у Бундеслізі. Проте у команді він залишався у ролі резервіста, тому вже незабаром повернувся до «Спарти» (Прага). У сезоні 1998/99 років він перебував у відмінній фізичній формі, пропустив всього три гри сезону вдруге був викликаний до збірної Чехії. У складі празького клубу зіграв 12 матчів. 2001 року перейшов до найпринциповішого суперника «Спарти», клубу «Славія», де в основному через постійні травми, практично не грав. Протягом двох сезонів у празькому клубі зіграв лише у 7 поєдинках. У 2003 році перейшов на правах оренди до «Богеміанса» (Прага) з другого дивізіону чеського чемпіонату, проте в сезоні 2003/04 років зіграв у лише 5 матчах чемпіонату. У сезоні 2004/05 років продовжував тренуватися з «Богеміанс», але через травми того сезону не зіграв жодного поєдинку. Цього ж сезону був помічником головного тренера «Богеміанс». Лише 2005 року його стан здоров'я дещо поліпшився, тому він перейшов до іншого празького клубу «Ксаверов», у складі якого зіграв вже більше матчів. Влітку 2006 року завершив кар'єру гравця.

## Виступи за збірну
У футболці молодіжної збірної Чехії зіграв 18 матчів та відзначився 8-ма голами.
1996 року головний тренер чеської збірної Душан Угрін викликав Павела Навотного, який до цього не зіграв жодного поєдинку у футболці національної збірної, для виступу на Чемпіонаті Європи 1996 року. 26 червня 1996 року дебютував у складі національної збірної Чехії у переможному матчі (у серії післяматчевих пенальті) у 1/2 фіналу Чемпіонату Європи 1996 року проти Франції. На цьому турнірі у футболці чеської збірної став срібним призером. Протягом кар'єри у національній команді, яка тривала 4 роки, провів у формі головної команди країни лише 2 матчі. У 1999 році зіграв свій другий і останній матч у переможному (1:0) матчі проти Бельгії на стадіоні імені короля Бодуена.

## Кар'єра тренера
Зараз працює тренером у клубі «Богеміанс» (Прага). 

## Титули і досягнення
- Перша чеська футбольна ліга:
  -  Чемпіон (1): 1995/96 («Славія»)
  -  Чемпіон (3): 1998/99, 1999/00, 2000/01 («Спарта» (Прага))

- Кубок Чехії («Славія»):
  -  Володар (1): 1996/97

- Віце-чемпіон Європи: 1996